# Метабола
Мета́бола (др.-греч. μεταβολή — поворот, перемена, переход; лат. transitus) в древнегреческой гармонике — перемена в звуковысотной структуре, как правило, приводящая к перемене этоса (характера) музыки; в современной гармонии — категория модального лада.

## Древнегреческая метабола
Метабола была известна уже Аристоксену. Последователь Аристоксена Клеонид различает метаболу в четырёх смыслах: (1) по роду, (2) по «системе» (звукоряду, см. Полная система), (3) по тону (то есть ладу), (4) по мелопее.
Метаболой по роду аристоксеники называли перемену рода мелоса (например, замену диатоники хроматикой), метаболой по системе — переход из тетрахорда соединённых к тетрахорду отделённых (одну определённую инстанцию транспозиции), метаболой по тону — переход из одного лада в другой (ладовая метабола). Наконец, метабола по мелопее — изменение этоса мелодии в целом (Клеонид различает «возбуждённый», «печальный» и «спокойный» этосы).
Птолемей не считал перенос целой мелодии на другую высоту (то есть транспозицию) «метаболой». В случае транспозиции, по Птолемею, мелодия не меняется, меняется «тон» (степень напряжения голоса или, например, струн лиры). Транспозиция «не внушает чувствам ощущение различия в такой степени, что оказывается затронут этос, а лишь ощущение различия по высоте». Остаются метаболы по роду и по ладу («тону») — последней Птолемей придаёт особое значение.
Важное музыкальное качество ладовой метаболы и, так сказать, благоприятная композиционная предпосылка — наличие общих звуков между источником и целью метаболы. По этой причине Птолемей (Harm. II, 6) считал переход от
дорийского лада к миксолидийскому (из 7 ступеней 5 у них общие) чрезвычайно удобным. Он описывал эту ладовую метаболу так:
Когда мелодия, поднимаясь, достигает месы и не попадает, как обычно, на отделённый тетрахорд в квинтовом консонансе с тетрахордом средних, а как бы перенаправлена в соединённый с месой тетрахорд, так что вместо квинт она образует кварты со звуками перед месой, тогда чувства улавливают отклонение, отступление того, что возникло, от ожидавшегося. Оно приемлемо, если слияние благозвучно и соразмерно, и неприемлемо, если наоборот. Поэтому прекраснейшей и чуть ли не единственной в своём роде является метабола, подобная вышеописанной, использующая вспомогательный тоновый переход, то есть разницу между квинтой и квартой.
В случае ладовой метаболы, считал Птолемей, «мелодия утрачивает свой первоначальный порядок, а высота [меняется] не сама по себе, а как производное от мелоса» (Harm. II, 6).
Сходным образом описывает метаболу Аристид Квинтилиан:
Метабола — изменение исходной системы и характера звучания (τῆς φωνῆς χαρακτῆρος). Поскольку каждой системе соответствует некий тип звучания (τῆς φωνῆς τύπος), очевидно, что с изменением гармоний меняется и облик мелодии. Ладовые метаболы бывают самые разные в соответствии с каждым из простых и составных интервалов, однако приятнее те, которые возникают из консонансов, а остальные — не вполне [приятны] (Arist. Mus. I. 11).
Метабола по системе (Первый дельфийский гимн, 127 г. до н. э.; фрагмент):
Учение о метаболе составляет стандартный раздел византийской гармоники (изложено у Бакхия, Анонимов II и III Беллермана).
В латинских изложениях греческой гармоники метабола передавалась терминами transitus и commutatio (Марциан Капелла. О бракосочетании Филологии и Меркурия. Кн. 9).

## Метабола в средневековой и ренессансной Европе
Средневековая теория музыки описывала только одну разновидность метаболы — колебание между b-квадратным («си-бекаром») и b-круглым («си-бемолем»), характерное для миксодиатоники григорианской монодии (cantus planus). Композиционно-технически такая метабола описывалась как разновидность мутации.
В ряде музыкально-теоретических трактатов позднего Средневековья и Возрождения встречаются термины mixtio, commixtio (Маркетто Падуанский, Иоанн Тинкторис), commutatio (Генрих Глареан), которые можно принять за латинские аналоги древнегреческой метаболы. В действительности, эти термины описывали сложные случаи «совмещённых» звукорядов монодических ладов в некоторых, нетипичных, распевах. Опираясь на анализ амбитуса такого распева, учёные не могли отнести его ни к одному из 8 ладов привычной схемы. Таким образом commutatio означало не перемену лада в ходе его развёртывания во времени (диахроническую перемену), а «смешанное» его состояние ad hoc. В общем и целом, средневековая и ренессансная модальная теория исходила из представления о единстве лада и его самотождественности.

## Метабола в русской церковной музыке
Случаи метаболы нередки в знаменном распеве. Яркий пример такой музыки — стихира 2-го гласа «Днесь Христос в Вифлееме» Иоанна Монаха (рукопись XVII века), где метабола по системе (колебание c-cis, f-fis) проводится последовательно и многократно.

## Метабола в теории музыки XIX – XX веков
Притом, что метабола по ладу типологически родственна отклонениям и модуляциям в гармонической тональности XVII—XX вв., именовать (модальную) метаболу (тональной) модуляцией нецелесообразно. Со времён Римана слово «модуляция» закрепилось в терминологическом значении перехода из одной (мажорно-минорной) тональности в другую; в старинной модальной музыке такой тональности не было. Кроме того, латинские слова «modulari», «modulatio» (и новоевропейские дериваты), чрезвычайно распространённые в античной (римской), средневековой и ренессансной теорий музыки западной Европы, имели особое значение (отличное от принятого ныне, «школьного»).
В русской науке термин «метабола» ввёл в употребление в XIX веке Ю. К. Арнольд (в его орфографии — «метавола»), в том числе он предложил использовать его по отношению к богослужебному пению православной традиции. Такой же терминологии придерживается ученик Арнольда Д. В. Аллеманов (1900). Ю. Н. Холопов распространял понятие метаболы на всякую модальную музыку (в том числе русской народной песни), подразумевая под «метаболой» метаболу по интервальному роду (например, перемену пентатоники на диатонику) и метаболу по (ладовому) звукоряду. По отношению к музыке XX века Холопов понимал метаболу также более обобщённо, как превращение одного элемента звуковысотной структуры (созвучие, серия и т. д.) в другой.
Метаболы, наблюдаемые в старомодальной гармонии, обычно применяются для выражения сильных «драматических» эмоций, либо носят изобразительный (колористический) характер. Яркие примеры метаболы по тону: Дюфаи. Мотет «Ave regina caelorum» (на словах «Miserere supplicanti Dufay»), мотет Жоскена (?) «Absalon fili mi» (в конце пьесы, на словах «…sed descendam in infernum plorans»). Метаболы по ладу (смена одного церковного тона другим) и метаболы по системе (транспозиция на некоем участке формы), которые случаются в старомодальной музыке, теоретики объясняли (до эпохи барокко) как результат гексахордовой мутации.